# 島嶼高身雀鯛
島嶼高身雀鯛（学名：Stegastes insularis），又名島嶼眶鋸雀鯛、厚殼仔，为輻鰭魚綱雀鯛科眶鋸雀鯛屬下的一个种。该物种分布于东印度洋和西太平洋海域，栖息深度为1米至10米，体长可达11公分。